# عنق العضد الجراحي
عنق العضد الجراحي (بالإنجليزية: Surgical neck of the humerus)‏ هو تضيّق أسفل الحديبة الصغيرة للعضد والحديبة الكبيرة للعضد.
كسرعنق العضد الجراحي أكثر شيوعاً بكثير من كسر عنق العضد التشريحي، ووجود كسر في تلك المنطقة احتماله كبير بأن يتسبب في تلف العصب الإبطي والشريان المنعطف العضدي الخلفي. تلف العصب الإبطي يؤثر على وظيفة العضلة المدورة الصغيرة والعضلة المثلثة (الدالية) مما يؤدى إلى فقدان تبعيد (بالإنجليزية: abduction)‏ الذراع بحوالي 15°-90°، وضعف ثني الذراع وبسطه، وتدوير الكتف، وكذلك فقدان إحساس الجلد فوق جزء صغير من جانب الكتف الوحشي.

## وصلات خارجية
- "Surgical neck of humerus". Medcyclopaedia. جنرال إلكتريك. مؤرشف من الأصل في 2012-02-05.
- درسٌ تشريحي حول radiographsul مُعدٌ بواسطة ويسلي نورمان (جامعة جورجتاون). (xrayleftshoulder)

## صور إضافية

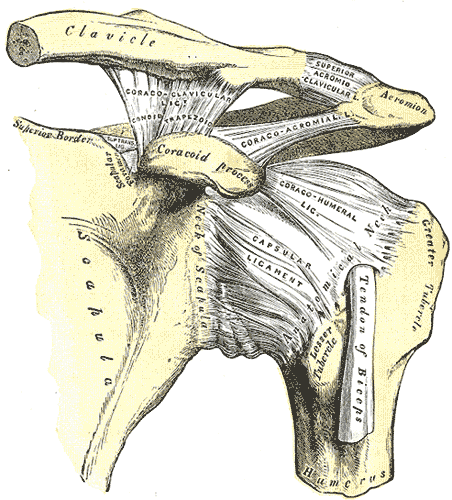
عظم العضد الأيسر و المفصل الأخرمي الترقوي ، و أربطة لوح الكتف.
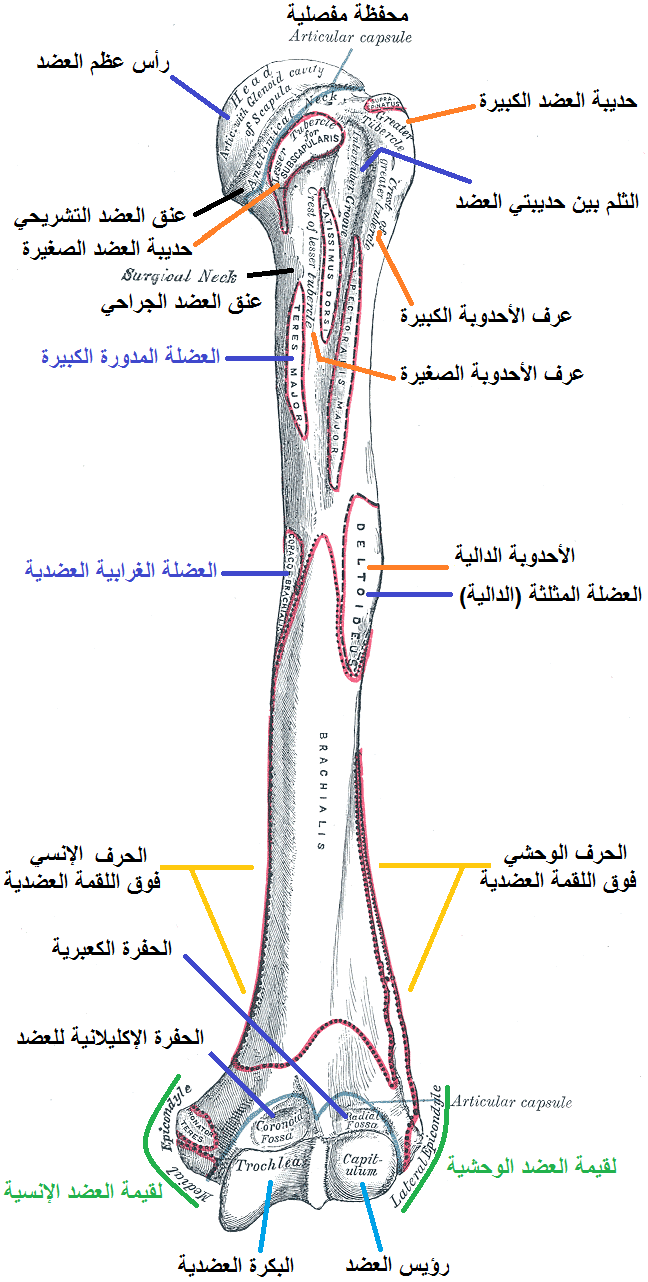
رسم توضيحي  لعظمة العضد
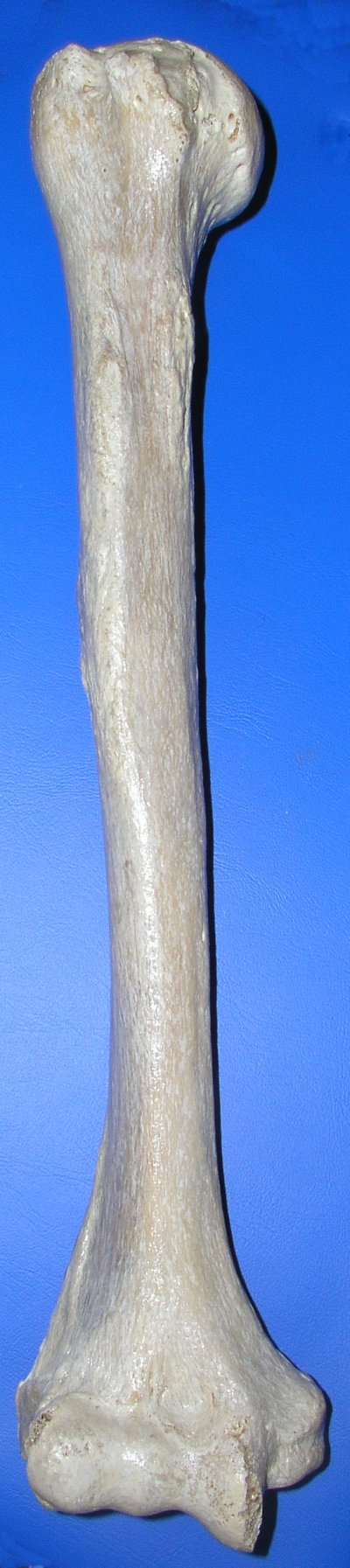
منظر أمامي لعظمة العضد (يمني)
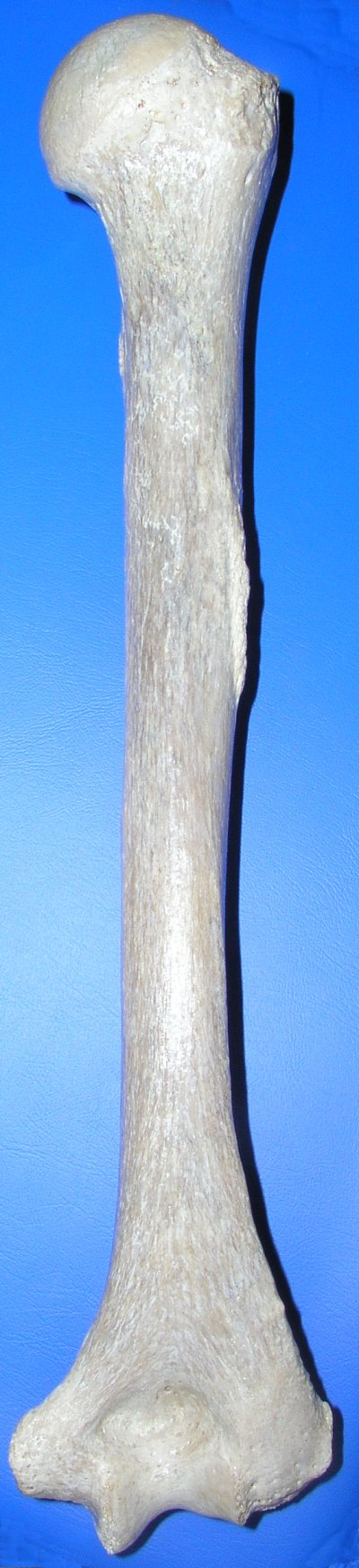
منظر خلفي لعظمة العضد (يمني)
رسم لعظام الذراع البشرية.
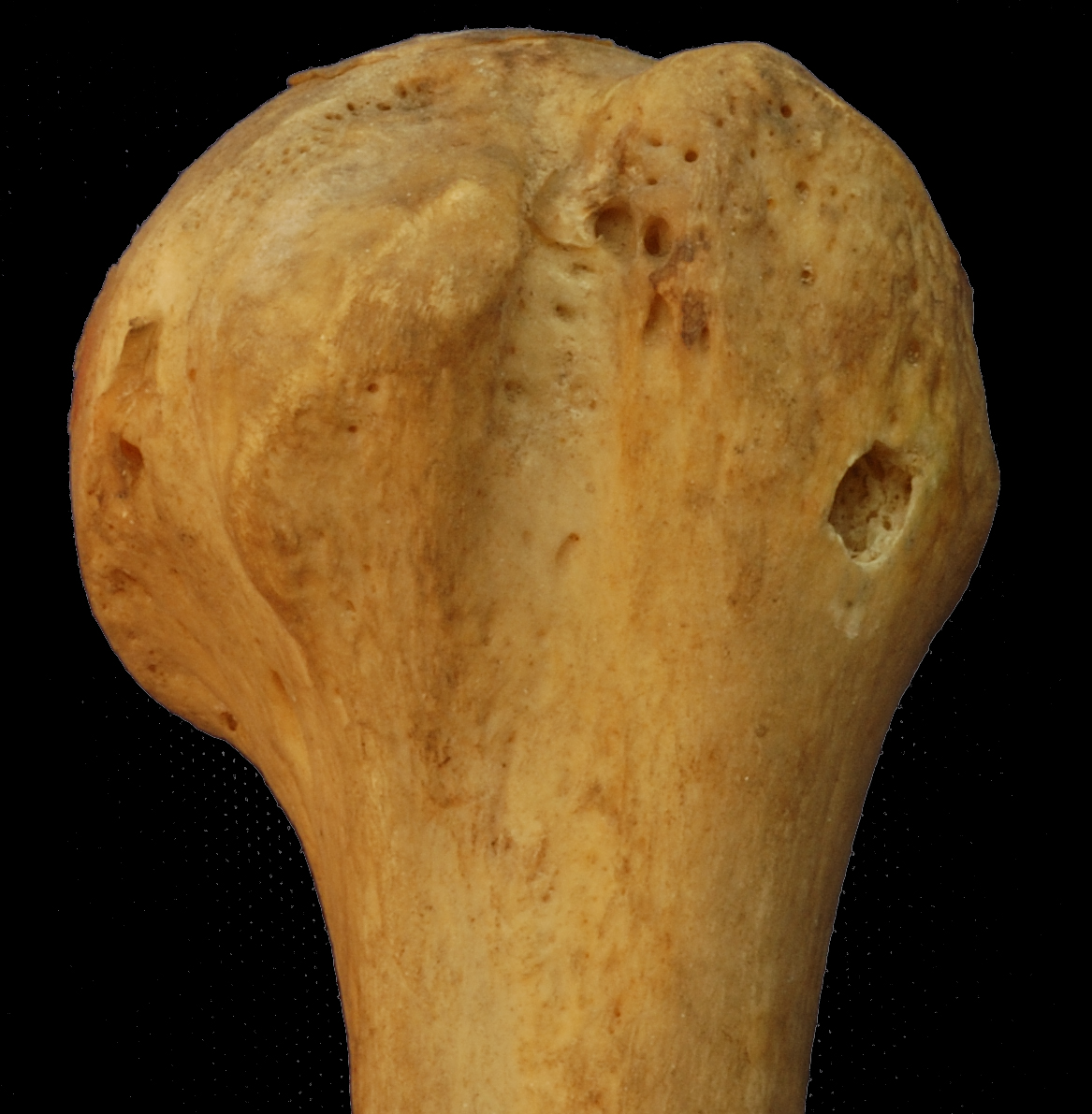
رأس عظم العضد. عرض أمامى.